# Coendou insidiosus
Coendou insidiosus — вид гризунів родини Голкошерстові (Erethizontidae). Названий через своє проживання в штаті Баїя.

## Поширення
Мешкає в Атлантичних прибережних районах східної Бразилії. Проживає в приатлантичному первинному лісі, але частіше у вторинному лісі й на межі лісу й безлісся. Деколи виявляється й поблизу міст.

## Поведінка
Веде нічний і деревний спосіб життя; харчується плодами, личинками комах, культивованими овочами й корінням.

## Загрози та охорона
Не відомо, щоб на нього велося полювання. Жодних заходів щодо охорони даного виду не вживається, бо вважається, що зараз у цьому немає потреби.